# Рябчик шахматный
Ря́бчик ша́хматный (лат. Fritillária meleágris) — многолетнее травянистое растение; типовой вид рода Рябчик семейства Лилейные.

## Ботаническое описание
Растение многолетнее. Эфемероид.

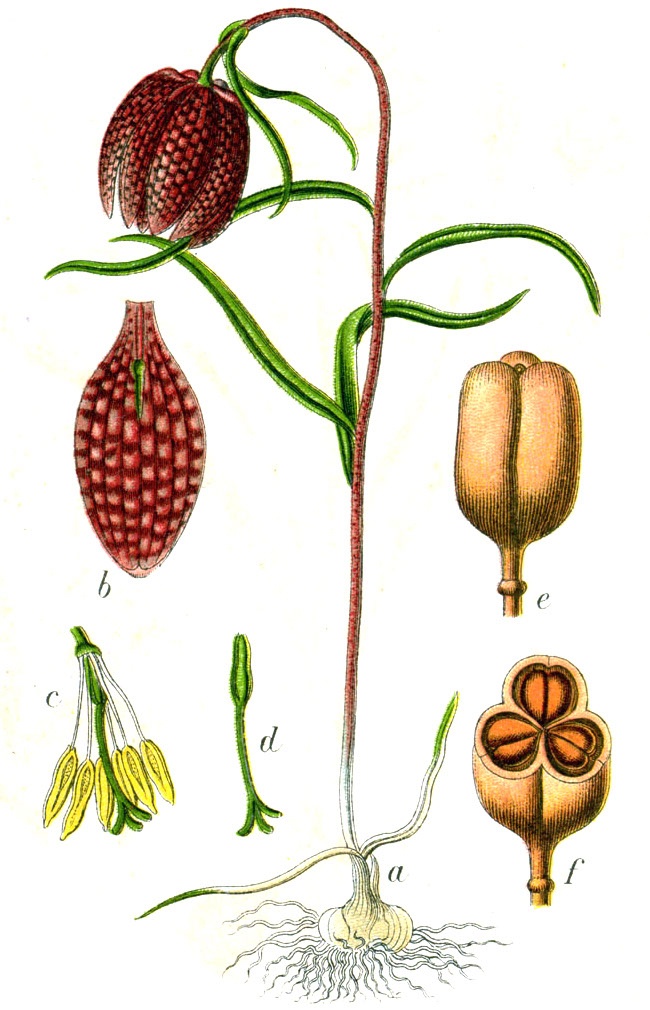

Луковица шаровидная сплюснутая, одетая бурой плёнчатой оболочкой, мелкая (7—15 мм в поперечнике), состоит из двух чешуй.
Стебель высотой 15—35 см, гладкий или с редкими бугорками.
Все листья очерёдные, их количество от двух до шести, расположены в верхней части стебля, линейно-ланцетные, к обоим концам суженные, на конце туповатые, 8—13 см длиной, 3—10 мм шириной, при основании полустеблеобъемлющие, верхние мельче и уже. Прицветные листья не закрученные.
Цветок обыкновенно одиночный (реже их два) поникающий. Околоцветник колокольчатый или кубарчатый, лепестки его продолговато-эллиптические, кверху слегка суженные, тупые, все почти одинаковой величины, наружные немного у́же внутренних, 3—4 см длиной, 1—1,5 см шириной, с резким шахматным рисунком тёмно-пурпурного цвета на розовом или беловатом фоне, изнутри желтовато-белые. По средней линии листочков околоцветника находятся медоносные желобки. Тычинки снизу более бледные, почти на половину короче долей околоцветника, с линейными жёлтыми пыльниками, на беловатых, в полтора—два раза более коротких, книзу постепенно расширенных нитях. Нити в верхней части с редким опушением. Пестики немного длиннее тычинок. Столбик около 12 мм длиной, до 1⁄3 рассечён на три рыльца. Завязь около 5 мм длиной. Цветёт в конце весны — начале лета в течение двух—трёх недель (по другим сведениям, в середине—конце весны).
Коробочка тупо трёхгранная, наверху притуплённая. Тысяча семян весят 1,9 г. Плодоносит и заканчивает вегетацию в июле.
В природных условиях размножается семенами и вегетативно с помощью дочерних луковиц, которые закладываются в пазухах чешуй.
Число хромосом: 2n=24.

## Распространение и экология
Ареал вида охватывает почти всю Европу за исключением крайних северных и крайних южных районов.
В России встречается в центральных районах европейской части — Брянской, Владимирской, Калужской, Московской, Тульской, Орловской, Липецкой, Курской областях (везде встречается сравнительно редко), в Западной Сибири (Н. А. Монтеверде указывал более точно на Томскую губернию) и на Алтае. С. С. Станков и В. И. Талиев указывали на Тамбовскую, Саратовскую, Ростовскую, Свердловскую и юг Молотовской области. П. Ф. Маевский считал, что указания на нахождения рябчика шахматного в Самарской, Саратовской и Волгоградской областях сомнительны. Встречается в Башкортостане.
Растёт по лесам, лугам, на сырых местах; часто в нижней части склонов или у их оснований. В горах поднимается до среднегорного пояса.

## Значение и применение
Луковицы съедобны; их применяют в народной медицине.

### Рябчик шахматный как декоративное растение
Рябчик шахматный известен в культуре с 1519 года. У культурных экземпляров вместо одного, как в типе, развиваются обычно 2—3 цветка. Имеет несколько садовых форм и культиваров, в том числе белоцветковую ('Alba') и махровую ('Flore Pleno') формы.
Цветоводам известны более десяти сортов, различающихся окраской околоцветника, среди них: 'Pomona' (Помона) — с белыми, с розоватым оттенком цветками; 'Poseidon' (Посейдон) — с крупными белыми, с пурпурным оттенком цветками; 'Saturnus' (Сатурнус) — с крупными красно-фиолетовыми цветками.
В условиях культуры Рябчик шахматный размножают взрослыми луковицами, детками, которые образуются в большом количестве, и семенами (форма 'Alba' даёт мало семян), причём период от посева семян до первого цветения сеянцев занимает три года.
Зимостойкость: 4—9 зоны USDA; в условиях средней полосы России зимует хорошо.
Рябчик шахматный испытан в Кировске, Санкт-Петербурге, Москве, Горно-Алтайске.
|                                                                               |  |  |  |  |
| Поле цветущих рябчиков в Австрии, цветок, плоды и семена, белоцветковая форма |  |  |  |  |

## Таксономия
Описан Линнеем из Франции и Италии («Habitat in Gallia, Italia»). Тип в Лондоне (Herb. Linn. No. 421.3 (LINN)).
|  |                      |  |                                                                                     |                                                                                     |                       |  | ещё два подсемейства — Калохортусовые и Медеоловые | ещё два подсемейства — Калохортусовые и Медеоловые |                                          |  |  |  | ещё четыре рода — Лилия, Кардиокринум, Номохарис, Нотолирион | ещё четыре рода — Лилия, Кардиокринум, Номохарис, Нотолирион |  |  |
|  |                      |  |                                                                                     |                                                                                     |                       |  | ещё два подсемейства — Калохортусовые и Медеоловые | ещё два подсемейства — Калохортусовые и Медеоловые |                                          |  |  |  | ещё четыре рода — Лилия, Кардиокринум, Номохарис, Нотолирион | ещё четыре рода — Лилия, Кардиокринум, Номохарис, Нотолирион |  |  |
|  |                      |  |                                                                                     | семейство Лилейные                                                                  |                       |  |                                                    |                                                    | триба Лилейные                           |  |  |  |                                                              | вид Рябчик шахматный                                         |  |  |
|  |                      |  |                                                                                     | семейство Лилейные                                                                  |                       |  |                                                    |                                                    | триба Лилейные                           |  |  |  |                                                              | вид Рябчик шахматный                                         |  |  |
|  | порядок Лилиецветные |  |                                                                                     |                                                                                     | подсемейство Лилейные |  |                                                    |                                                    | род Рябчик                               |  |  |  |                                                              |                                                              |  |  |
|  | порядок Лилиецветные |  |                                                                                     |                                                                                     |                       |  |                                                    |                                                    |                                          |  |  |  |                                                              |                                                              |  |  |
|  |                      |  | ещё 9 семейств (согласно Системе APG II), в том числе Безвременниковые, Мелантиевые | ещё 9 семейств (согласно Системе APG II), в том числе Безвременниковые, Мелантиевые |                       |  |                                                    | ещё две трибы — Тюльпановые и Гейджиевые           | ещё две трибы — Тюльпановые и Гейджиевые |  |  |  | ещё сто сорок девять видов                                   |                                                              |  |  |
|  |                      |  |                                                                                     | ещё 9 семейств (согласно Системе APG II), в том числе Безвременниковые, Мелантиевые |                       |  |                                                    |                                                    | ещё две трибы — Тюльпановые и Гейджиевые |  |  |  |                                                              |                                                              |  |  |

Выделяют два подвида:
- Fritillaria meleagris subsp. meleagris [syn.  Fritillaria meleagris var. contorta (Baker) W.Mill.][13]
- Fritillaria meleagris subsp. burnatii (Planch.) Rix[14] [syn.  Fritillaria burnatii Planch.][15]

## Название
Н. И. Анненков в Ботаническом словаре (1878) в статье о рябчике шахматном приводит следующие простонародные и книжные названия, употреблявшиеся в разных местностях России с указанием лиц, зафиксировавших эти названия в печати или письменно, а также названия на немецком, французском и английском и некоторых других языках:
Fritillaria Meleagris L. Рябчикъ трава (Кондр.) Сл. Церк. пер. Кивичей (Эк. Маг.) Цвѣтъ шаховый (Экон. Маг.) пер. Вѣнечникъ (пер.), Мохначъ, Мохнатый цвѣтъ (Левш.) Кудрявка (Эрт.) Цвѣтъ шахматный тр. (Кондр. пер.) — Пол. Szachownica. — Чешск. Řebčik. — Луз. Šachownica. — Нѣм. Kukukslilie (Pall. Ledeb. 176) das Kiebitzei, die Kiebitzblume, Schachblume, die Brettspielblume, die Damenblume. — Франц. Le Damier, Cosagne, Coccigrole, Clochette, Gorgone, Pique, Tulipe des près, La Pintade, le Méléagre, l'Oeuf de vanneau. — Англ. Checquer Lily. Guinea Hen flower, Snake's head. Meleagris Fritillary
.

## Прочие сведения
Рябчик шахматный — официальная цветочная эмблема шведской провинции Уппланд.
Стилизованные изображения рябчика шахматного — составная часть гербов немецких коммун Хетлинген и Зеестермюэ.
|                                                                |  |
| Слева направо: герб коммуны Хетлинген, герб коммуны Зеестермюэ |  |